# Ross Beattie
Pas d'image ? Cliquez ici

a Compétitions nationales et continentales officielles uniquement.

b Matchs officiels uniquement.
Dernière mise à jour le 6 novembre 2018.
Ross Beattie, né le 15 novembre 1977 à Sittingbourne, est un joueur de rugby international écossais. Il évolue au poste de troisième ligne aile. Il mesure 1,96 m pour 111 kg.

## Carrière

### En équipe nationale
- Sélections pour l'Écosse : 9.
- Première sélection le 24 juin 2000 face à la Nouvelle-Zélande.
- Par année : 2000 (3), 2003 (6).